# Kaoru Wada
Kaoru Wada Kaoru Wada (和田 薫) est un compositeur, arrangeur, chef d’orchestre et pianiste Japonais né le 5 mai 1962. Il est connu pour ses bandes originales d’animé.
Il fait ses études au Collège de musique de Tokyo. Wada a été l’un des apprentis de Akira Ifukube compositeur de Godzilla. Il est marié avec la seiyuu Akiko Nakagawa.

## Œuvres

### Orchestrales
- 1987 : Folkloric Dance Suite
- 1995 : TEN-CHI-JIN symphonic poem
- 1998 : KAIKYOU symphonic impression
- 2003 : ITO-DAMA for Tsugaru-shamisen and orchestra
- 2009 :
  - TOH-KA'' for cello and orchestra
  - KI-SHIN fragment concertante for Japanese taiko drums and orchestra

### Filmographie
- 1991 : 
  - Silent Möbius[2]
  - 3×3 Eyes
- 1993 : 
  - Ninja Scroll
  - Gunnm
  - Shippû !Iron Leaguer
- 1996 : Gegege no Kitarô
- 1997 : 
  - Les Enquêtes de Kindaichi
  - Vampire princess Miyu
  - Sakura Wars
- 1998 : Lodoss
- 1999 : Harlock Saga
- 2000 : Inu-Yasha
- 2002 : 
  - Princesse Tutu
  - Kingdom Hearts
- 2003 : Gilgamesh
- 2004 : Samurai 7
- 2006 : D.Gray-man
- 2008 :
  - Casshern Sins
  - Hakaba Kitarô
- 2009 : Saint Seiya: The Lost Canvas
- 2020 : Hanyou no Yashahime